# 関山峠

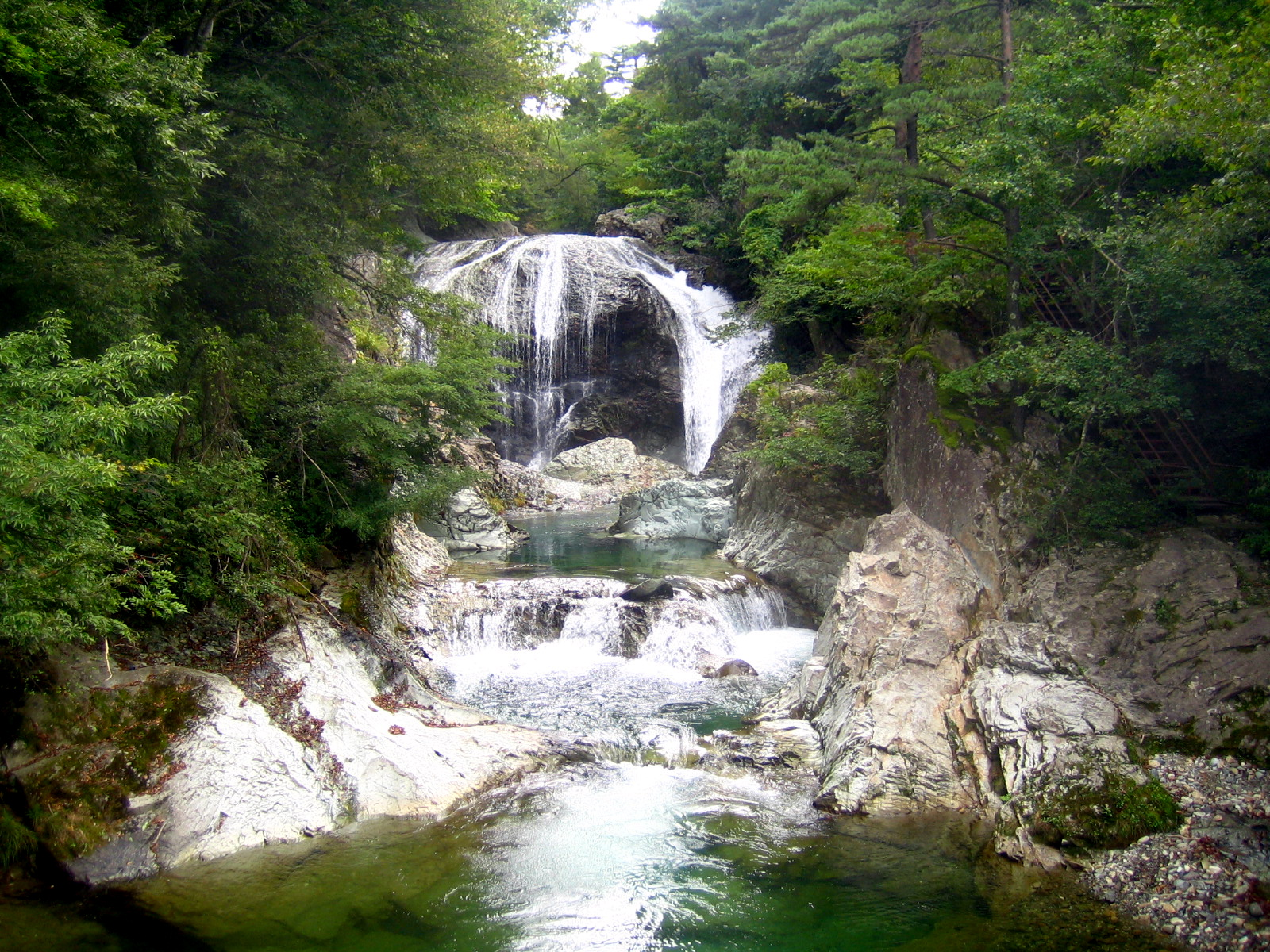
関山の大滝。

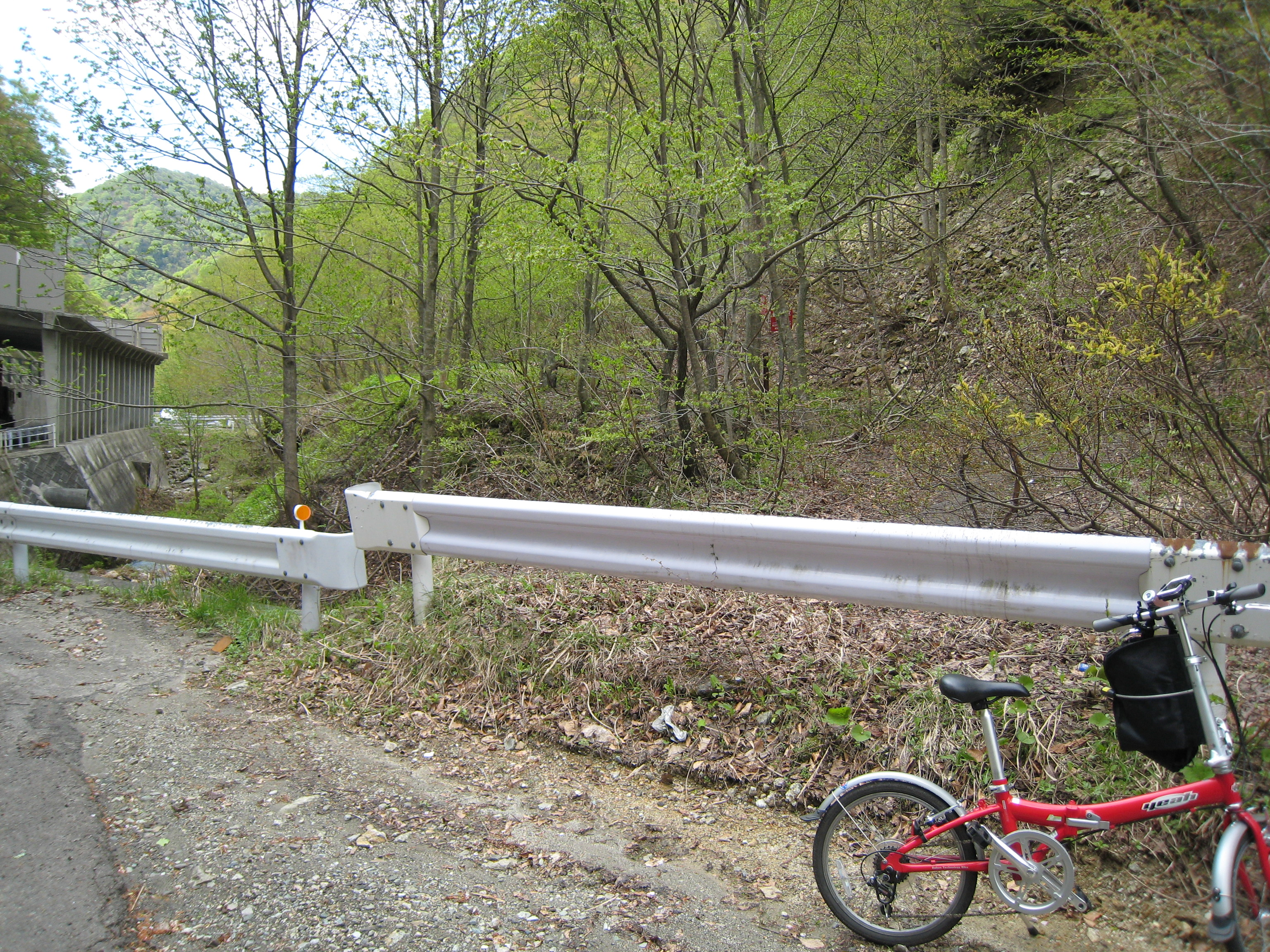
宮城県側の旧道分岐点。

関山峠（せきやまとうげ）は、宮城県仙台市青葉区と山形県東根市との間にある峠である。標高は630メートルから650メートルとも。

## 地理
関山峠には国道48号線が走り、県境には全長890メートルの関山トンネルがある。現道が開通する以前は、旧関山トンネルを通る別のルート（旧道）であったが、旧道は新しい関山トンネルの開通により閉鎖され、現在は通行不可能である。
地理的に仙台市と山形市を結ぶルートには、二口峠を通る二口街道、関山峠を通る関山街道、笹谷峠を通る笹谷街道があった。江戸時代まで輸送は主に人か馬によるものだったため、仙台と山形の交通路には傾斜はあるが距離は短い二口峠を通るルートが利用された。しかし、明治時代に馬車が使用されるようになり、1882年（明治15年）に関山トンネル（旧道）が完成したこともあり、仙台と山形の交通路には高度の低い関山街道や笹谷街道が利用されるようになった。1887年（明治20年）には仙台まで東北本線が開通したことで山形から仙台までの峠交通が発達したが、1901年（明治34年）に山形まで奥羽本線が開通したことで仙台との峠交通は衰退していった 。
その後はトラック輸送の重要な交通路となり、1921年（大正10年）頃からトラック輸送に関山街道や笹谷街道が利用されるようになった。
関山峠を山形側にすこし下ったところに、関山の大滝と呼ばれる高さ10メートルの滝がある。ドライブインに隣接しており、その駐車場から滝つぼの近くまで歩いて降りることができる。このドライブインの側には、（旧）関山トンネル工事の際に起きた事故の慰霊碑がある。一方、宮城県側に峠を下ると作並温泉がある。

## 歴史
関山峠に街道が通じたのはいつの頃だったのか、それを明らかにする史料はない。しかし、関山峠から東にある熊ヶ根地区には、中世に関所があったという伝えがあり、また関所の守り神であるという関所神社が現存している。このことから、熊ヶ根から関山峠を越える道筋は中世の頃から存在した可能性がある。戦国時代の天正年間（1573年から1592年）には、山形城の最上義光に攻められた天童城の城主が関山峠から愛子に逃れたという。
江戸時代になると、関山峠に番所が設置され、街道を行きかう人々や物品を取り締まった。仙台藩側では、作並宿の西側と峠の登り口の坂下に二つの番所が設置された。作並宿の番所には藩役人が、峠近くの坂下番所には足軽2名が詰めた。山形藩側の番所は関山村の長坂に設置された。この時代、関山峠を越える街道は、仙台藩側では最上街道、山形藩側では仙台街道などと呼ばれた。
関山峠は急峻な地形であり、ここでは人が背負子を使って物品を運んだという。『不作日気付覚帳』という史料には、1836年（天保7年）の凶作の時に、藩に徴発された愛子村の人足が山形側から峠を越えて仙台側に米を背負って輸送したと記録されている。彼らは番所で改めを受け、作並温泉に泊まったという。この他にも関山峠を越えて物資を運んだという記録はあるが、険しい道のりから関山峠の物流量はおのずと限られていたと考えられている。
明治時代になって、宮城県の鳴瀬川河口に近代港湾として野蒜築港が計画されると、それに合わせた広域的な道路整備も計画された。築港工事が始まった1878年（明治11年）に、山形県は関山峠か二口峠に隧道（トンネル）を掘削することを発案し、宮城県は宮城県中新田と山形県尾花沢を通る「軽井沢越え」を提案した。関山街道沿いの有力者の尽力があり、最終的には関山峠における隧道掘削に決着した。山形県の初代県令である三島通庸は交通網整備に熱心であり、この隧道もその事業の一つだった。
この隧道工事は1880年（明治13年）に始まったが、その中で工事に使う火薬が輸送中にタバコの火から爆発し、23名が死亡する事故が起きた。総工費6万円余りをもって、1882年（明治15年）にこの隧道は完成し、これ以後、関山街道は仙台と山形を結ぶ重要な道路となって、その交通量は著しく増えた。この時の隧道は、標高600メートルの位置にあり、その延長は287メートルというもので、馬車の通行が可能だった。1日に郵便運送人40から50人、人力車120台から150台、荷馬車200台から400台くらいがここを通ったという。しかし、1901年（明治34年） 以降に現在の奥羽本線が山形駅や新庄駅まで延びると、その影響を受けて関山街道の交通量は低下した。この時、関山の運輸業者は他業種に転換したという。自動車が普及すると、1937年（昭和12年）に関山隧道の拡幅工事が行われた。
改良が行われた関山隧道だったが、隧道前後の道のりは急カーブと急勾配の連続であり、土砂崩れや積雪の影響で通行できない状態になることがあった。戦後にモータリゼーションが到来すると、関山隧道より北東の、70メートルほど低い位置に新しいトンネルが建設されることになった。1963年（昭和38年）に建設工事が始まった新トンネルは1968年（昭和43年）に完成した。これが現在まで使われている、全長890メートルの関山トンネルである。旧道の関山隧道は近代化産業遺産に指定されている。